# Junction City (Illinois)
Junction City è un villaggio degli Stati Uniti d'America, situato nello Stato dell'Illinois, nella contea di Marion.